# ليفربول-مانشستر

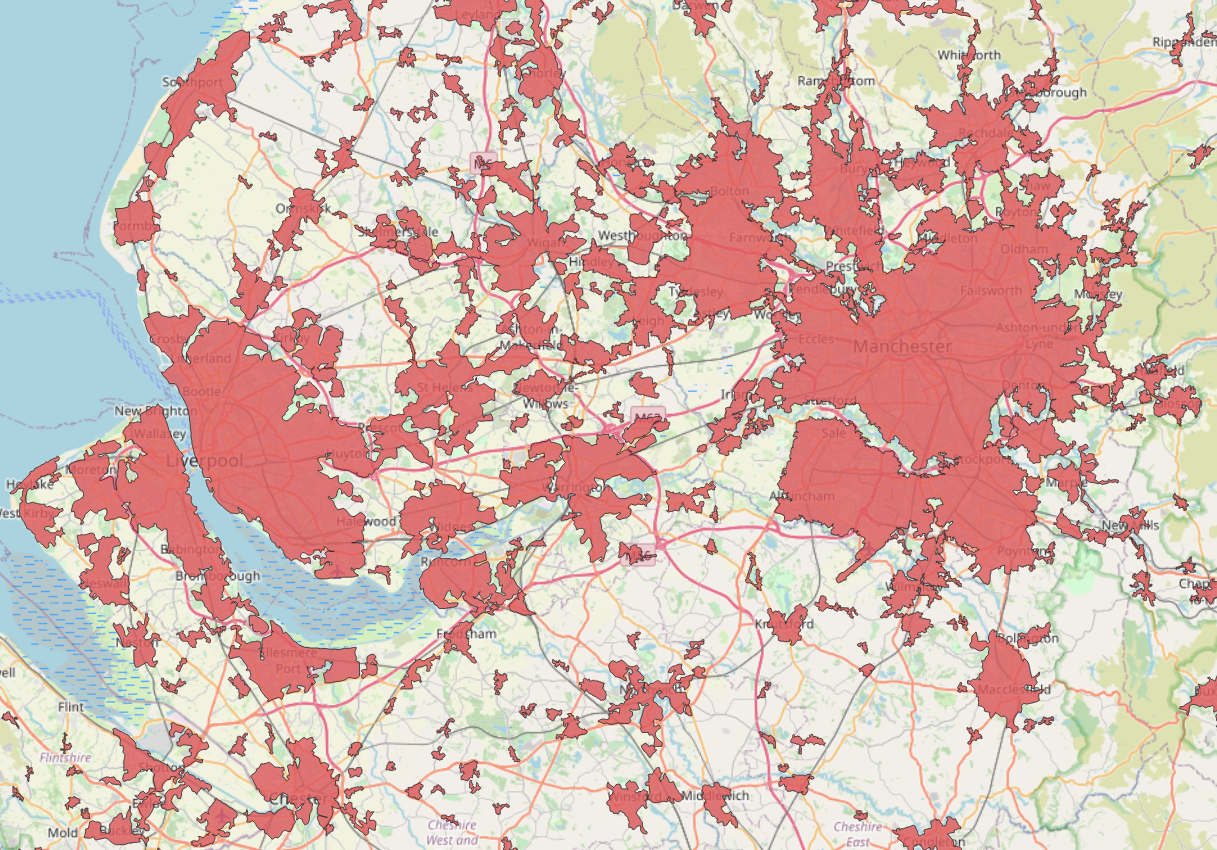
مدينتي ليفربول ومانشستر

ليفربول-مانشستر على الرغم من كونهما متنافستين، فإن المدينتين ترتبطان بطرق عديدة مع اعتبار ليفربول ومانشستر في بعض الأحيان أجزاء من مدينة كبرى  أو مدينة ضخمة. إجمالي عدد سكان المنطقة يزيد عن 5.6 مليون.

## رياضة
يوجد تنافس بارز بين أندية كرة القدم وأنصار كلا من فرق إيفرتون وليفربول ومانشستر سيتي ومانشستر يونايتد ، حيث كان التنافس بين ليفربول وأنصار يونايتد شديدًا. ويرجع ذلك جزئيًا إلى حقيقة أن مانشستر يونايتد وليفربول سيطروا على كرة القدم الإنجليزية وهما الناديان الأكثر نجاحًا في البلاد وتحقيقا للالقاب. يعد الصراع على زعامة الكرة الإنجليزية أحد أهم الأسباب كراهية فريقي مانشستر يونايتد وليفربول فكلاً من جماهير الفريقين يرى نفسه الأفضل على مستوى الكرة الإنجليزية سواء محليا أو قارياً حيث تمكن فريق مدينة مانشستر من الحصول على 20 لقب دوري محلي بينما تمكن فريق مدينة ليفربول من الحصول على 18 لقب محلي. تباين في السيطرة بين فريقين على الأقل وهو ما حدث في الكرة الإنجليزية حيث ظهر فريق ليفربول كقوة خلال الفترة من 1972 حتى 1990 حصل فيها على 11 بطولة دوري و4 كؤوس أوروبية.
أما مانشستر يونايتد فقد فاز بأول ألقابه في 1908 ثم 1911، وبعد 40 عاماً تمكن من الفوز بـ3 بطولات خلال 6 سنوات بالخمسينيات، ثم توقفت سلسلة انتصاراتهم بسبب كارثة ميونيخ، وفي منتصف الستينيات تمكنوا من الفوز بلقبين، وفي الفترة من 1963 و67 فاز كلا الفريقين بلقب الدوري مرتين، ومع بداية التسعينيات انتهى عصر ليفربول واستطاع المدرب الإسكتلندي أليكس فيرغسون الصعود بمانشستر يونايتد للقمة بتحقيق 12 لقب منها بطولتين دوري أبطال أوروبا و4 كؤوس «كارلينغ كب» و3 كؤوس دوري. شهدت ملاعب الكرة الإنجليزية هزائم ثقيلة مذلة بين الطرفين، حيث تمكن ليفربول من هزيمة مانشستر يونايتد 7-1 عام 1895 وفي نفس العام رد مانشستر يونايتد بهزيمتهم 5-2 على ملعبهم. تعرض كلا الفريقين لحوادث مأساوية، حيث سبق لفريق مانشستر يونايتد خسارة معظم فريقه نتيجة تحطم طائرة تقله في 6 فبراير 1958 بعد عودته من مباراة في بلغراد، أما ليفربول فهناك كارثة تدافع الجماهير في ملعب هيلزبره عام 1989 أثناء مباراة الفريق مع نوتنغهام فورست بنصف نهائي كأس الاتحاد الإنجليزي، التي أدت إلى وفاة 96 مشجعاً، وقبلها كانت كارثة ملعب هيسل ببلجيكا التي أدت إلى حرمان الأندية الإنكليزية من المشاركة بالبطولات الأوروبية لمدة 5 سنوات.
عندما لعب مانشستر سيتي وليفربول معا في كأس الأبطال الدولية 2014 في الولايات المتحدة، اتخذ التنافس زاوية رياضية أخرى في البلد المضيف بسبب ملكية الناديين؛ حيث تملك مجموعة سيتي لكرة القدم -المالكة لنادي مانشستر سيتي - 80% من نادي نيويورك سيتي الأمريكي بينما يمتلك فريق نيويورك يانكيز للبيسبول ال 20% الباقية. أما مجموعة فينواي الرياضية وهي الشركة الأم لنادي دوري كرة القاعدة الرئيسي بوسطن ريد سوكس ونادي البريميرليغ ليفربول. حيث يعتبر هناك تنافس شرس بين فريقي نيويورك يانكيز المملوك لسيتي وفريق بوسطن ريد سوكس المملوك لمجموعة فينواي المالكة لنادي ليفربول.